# 아오시마 코코로
아오시마 고코로(일본어: 青島 心, 1999년 5월 19일~)는 일본의 여성 모델이자, 배우이다. 현재 도호 예능 소속으로 활 동 중이다.